# 2006–2007-es cseh labdarúgó-bajnokság (első osztály)
A 2006–2007-es cseh labdarúgó-bajnokság a cseh labdarúgó-bajnokság legmagasabb osztályának 14. alkalommal megrendezett bajnoki éve volt. A pontvadászat 16 csapat részvételével, 2006. július 29-én indult és 2007. május 27-én ért véget.
A bajnoki címet a Sparta Praha csapata nyerte, mely a klub történetének 34. bajnoki címe. A Marila Příbram és a Slovácko kiesett az élvonalból.

## A bajnokság rendszere
A pontvadászat 16 csapat részvételével zajlott, a csapatok őszi–tavaszi lebonyolításban oda-visszavágós, körmérkőzéses rendszerben mérkőztek meg egymással. Minden csapat minden csapattal két alkalommal játszott, egyszer pályaválasztóként, egyszer pedig idegenben.
A pontvadászat végső sorrendjét a 30 bajnoki forduló mérkőzéseinek eredményei határozták meg a szerzett összpontszám alapján kialakított rangsor szerint. A mérkőzések győztes csapatai 3 pontot, döntetlen esetén mindkét csapat 1-1 pontot kapott. Vereség esetén nem járt pont.

## Változások a 2005–06-os szezont követően
Búcsúzott az élvonaltól
- Vysočina Jihlava 15. helyezettként.
- Chmel Blšany 16. helyezettként.

Feljutott az élvonalba
- Kladno, a másodosztály (Druhá liga) győzteseként.
- České Budějovice a másodosztály 2. helyezettjeként.

## A bajnokság végeredménye
| #   | Csapat           | M  | Gy | D  | V  | RG | KG | P  |
| --- | ---------------- | -- | -- | -- | -- | -- | -- | -- |
| 1.  | Sparta Praha     | 30 | 18 | 8  | 4  | 44 | 20 | 62 |
| 2.  | Slavia Praha     | 30 | 17 | 7  | 6  | 44 | 23 | 58 |
| 3.  | Mladá Boleslav   | 30 | 17 | 7  | 6  | 48 | 27 | 58 |
| 4.  | Slovan Liberec   | 30 | 16 | 10 | 4  | 44 | 22 | 58 |
| 5.  | Zbrojovka Brno   | 30 | 13 | 7  | 10 | 34 | 32 | 46 |
| 6.  | Viktoria Plzeň   | 30 | 12 | 10 | 8  | 35 | 29 | 46 |
| 7.  | Baník Ostrava    | 30 | 12 | 10 | 8  | 43 | 33 | 46 |
| 8.  | Teplice          | 30 | 11 | 9  | 10 | 44 | 39 | 42 |
| 9.  | Jablonec 97      | 30 | 9  | 11 | 10 | 31 | 32 | 38 |
| 10. | České Budějovice | 30 | 9  | 7  | 14 | 28 | 46 | 34 |
| 11. | Kladno           | 30 | 7  | 10 | 13 | 23 | 37 | 31 |
| 12. | SIAD Most        | 30 | 5  | 16 | 9  | 31 | 41 | 31 |
| 13. | Tescoma Zlín     | 30 | 5  | 12 | 13 | 21 | 34 | 27 |
| 14. | Sigma Olomouc    | 30 | 6  | 8  | 16 | 29 | 43 | 26 |
| 15. | Marila Příbram   | 30 | 3  | 12 | 15 | 15 | 37 | 21 |
| 16. | Slovácko         | 30 | 3  | 10 | 17 | 20 | 39 | 19 |

- A Sparta Praha a 2006-2007-es szezon bajnoka.
- A Sparta Praha és a Slavia Praha részt vett a 2007–08-as UEFA-bajnokok ligájában.
- A Mladá Boleslav és a Jablonec 97 részt vett a 2007–08-as UEFA-kupában.
- A Slovan Liberec részt vett a 2007-es Intertotó-kupában.
- A Marila Příbram és a Slovácko kiesett a másodosztályba (Druhá liga).